# Тресильо
Ꜫ, ꜫ (тресильо) — буква расширенной латиницы. Использовалась в некоторых рукописях на майяском языке киче в XVI веке и была изобретена миссионерами-иезуитами в Гватемале. Обозначала звук [qʼ]. Для другого абруптивного звука также использовалась буква кватрильо.